# 太平道
太平道（たいへいどう）は、後漢末の華北一帯で民衆に信仰された道教の一派。『太平清領書』を教典とし、教団組織は張角が創始した。教団そのものは黄巾の乱を起こしたのち、張角らの死を以て消滅した。

## 太平清領書
『太平清領書』は太平道が教典とした書物であり、于吉が曲陽の泉水のほとりで得た神書と伝えられる。既に失われた書だが、その内容は道教の一切経とされる『道蔵』の『太平経』へ引き継がれたと考えられている。

### 来歴
于吉は山東出身の方士的人物で、五行・医学・予言に長けていた。彼はこの『太平清領書』を病人に読み聞かせ符水を飲ませることで治癒を行い、民衆はもとより支配階層からも広く尊崇を受けた（于吉は尸解し祀られたと伝えられる点から、太平道への神仙思想の影響がうかがえる）。
順帝の折、于吉の弟子である宮崇は『太平清領書』170巻を朝廷へ献上したが「妖妄不経」の書とされ世に出なかった。桓帝の折には孫弟子の襄楷がやはり同書を献上したが、これも否定的な評価を受けた。のち張角が同書を手に教団を興すことになるが、于吉と張角の関係は不明である。

### 内容
程度については議論があるものの、『太平経』はおおむね『太平清領書』をよく受け継いでいると考えられる。従って『太平経』を元に『太平清領書』の内容、また太平道の教義について、ある程度推測できる。具体的には以下のような点が挙げられる。
- 吉凶や禍福は当人の行いから起こるという考え（これは人々の行為を監視する鬼神すなわち司過の神の存在を示し、緯書の影響を示唆する[4]。またこれは後述の治癒行為の結果説明にも使われる）。
- 善行の積み重ねが長寿につながるという考え。
- 房中術・尸解の概念。
- 静かな部屋での内省。

また、後漢書襄楷伝では、太平清領書について「其言以陰陽五行為家、而多巫覡雜語」とされている。いずれにせよ「天地を奉じ五行に従う」のが太平道の根本思想であったようである。

## 教団
霊帝の折、黄帝道を奉じていた張角は『太平清領書』を教典として教団を創始し、自らを大賢良師と称した。教団名はその教典名に由来すると考えるのが自然である。
張角は病人に対し、自分の罪を悔い改めさせ、符水を飲ませ、九節の杖で呪術を行って治癒を行った。そして（先述の教義に則り）治癒の良否は当人の信仰心の篤さによるとした。張角とその弟たち（張宝・張梁）がそれぞれ「大医」と称していた点から、教団活動において大きな比重が治癒行為に置かれていたと考えられる。
後漢後期になると国政の混乱に伴って人災・天災が頻発し、また羌族の侵入が相次いだため、民衆の疲弊は極度に高まっていた。豪族による土地兼併も進み、多くの農民が小作人・奴隷・流民に転落し、村落共同体の破壊が進んでいた。新たな生活基盤や信仰の拠り所を求める彼らの受け入れ先として、太平道や五斗米道は信徒を増やしていった。
張角は8人の主だった弟子を各地へ派遣し、十余年の間に華北一帯で数十万の信徒を得た。彼はその信徒を36個の「方」という集団に分けた。「大方」は1万人、「小方」は6000-7000人からなる集団であり、各々に指導者（渠師）がたてられた。なお「方」「大方」「小方」という語は、その集団の指導者の称号としても使われたようである。
太平道と五斗米道には共通点が多い。具体的には、類似した教義を持つこと、宗教が基盤となる社会を目指したこと、成立・活動時期が重なること、が挙げられる。両者間で何らかの交渉があったと考えるのが自然だが、それを示す史料は見つかっていない。

## 黄巾の乱
黄巾の乱は中国で最初の大規模な宗教反乱である。張角らは教団による武装蜂起を計画し、入念に準備を進めた。まず人々に異変を予感させるべく、「蒼天已死 黄天當立 歳在甲子 天下大吉（『後漢書』71巻　皇甫嵩朱鑈列傳　第61 皇甫嵩伝）」、蒼天已に死す 黄天當に立つべし 歳は甲子に在りて 天下大吉」というスローガンを流布させた。亳州市の曹操の一族とみられる墓から「倉天乃死」と読める磚（煉瓦）が出土しており、太平道の影響が曹一族にも及んでいたと考えられている。
また首都や地方官庁の門などに白土で「甲子」と書かせたりした。さらに幹部の馬元義をしきりに都へ派遣し、朝廷内での調略を試み、宦官の張譲らを引き込むことに成功した。蜂起の日は184年3月5日とされたが、密告により計画は事前に露呈した。
内通者から計画露呈の報を受けた張角は即座に檄を飛ばし、各方はその指示通り予定を繰り上げ2月中に兵を挙げた。このことは連絡網の整備、ひいては教団の組織力の高さをうかがわせる。その際、信徒たちは頭に黄色い頭巾をつけたため、これを「黄巾の乱」と呼んだ。
（戦闘の経過については黄巾の乱を参照のこと）
冀州にあった張角の軍団は11月に鎮圧され、12月にはこれを記念して光和7年から中平元年へ改元された。
これをもって黄巾の乱の終結とみるのが一般的である。ただし青州にあった主力の軍団は、その後も20年以上わたり反乱を続け（なおその一部は曹操に降り、「青州兵」として曹操軍の中核を担った）、汝南や潁川などの諸軍団も反乱を継続し、黄巾の乱が終結してからも黄巾残党軍による戦闘行為は続き、諸豪族は残党の討伐に追われた。
乱後の教団に関する記事が見られないことから、教団は乱とともに消滅したと考えられるが、なかには五斗米道へはしった信徒もいたと思われる。『太平清領書』の残巻である『太平経』が道教の重要経典として尊重されてきたことを考えれば、太平道の思想はその後も道教思想に影響を与えていったといえる。